# Ha-Szeket sze-niszar
Ha-Szeket sze-niszar (hebr. השקט שנשאר) – singiel izraelskiej piosenkarki Sziri Majmon napisany przez Ejala Szachara, Piniego Aronbajewa i Bena Greena i wydany w 2005 roku na debiutanckiej płycie studyjnej artystki sygnowanej jej imieniem i nazwiskiem.
W lutym 2005 roku utwór został ogłoszony jedną z czternastu propozycji dopuszczonych do finału krajowych eliminacji eurowizyjnych Kedam 2005, jego premiera odbyła się podczas specjalnej audycji radiowej. 2 marca został zaprezentowany przez piosenkarkę jako siódmy w kolejności w koncercie finałowym i ostatecznie wygrał po zdobyciu 116 punktów (ze 120 możliwych do zdobycia) w głosowaniu jurorów (40%), telewidzów (50%) i publiczności zgromadzonej w studiu Newe Ilan (10%), dzięki czemu został wybrany na propozycję reprezentującą Izrael w 50. Konkursie Piosenki Eurowizji organizowanym w Kijowie. 
Na początku maja Majmon nagrała anglojęzyczną wersję singla – „Time to Say Goodbye”. 19 maja zaśpiewała utwór w półfinale widowiska i z siódmego miejsca awansowała do organizowanego dwa dni później finału, w którym zajęła ostatecznie czwarte miejsce ze 154 punktami na koncie, w tym m.in. z maksymalną notą 12 punktów z Monako.
W kwietniu ukazał się oficjalny teledysk do utworu, który nagrywany był na początku miesiąca w Hajfie oraz na lotniku w Tel-Awiwie. Klip został zachowany w klimacie filmu Bodyguard, piosenkarka wcieliła się w nim w rolę Whitney Houston.

## Kontrowersje
Po finale selekcji Kedam kompozytor utworu, Pini Aronbajew, został oskarżony przez inną izraelską twórczynię, Rawit Harel, o pominięcie jej w spisie autorów piosenki. Zdaniem kompozytorki, numer napisała we współpracy z Aronbajewem dziesięć lat wcześniej, kiedy to nagrała także jego wersję demonstracyjną w języku angielskim. Twórca utworu nie zaprzeczył, jakoby pracował w przeszłości z Harel, jednak przyznał, że zaprosił piosenkarkę jedynie do nagrania utworu, zaprzeczając jednocześnie uznaniu jej za współautorkę całości. 
Za zgodą Europejskiej Unii Nadawców (EBU), organizatora konkursu, podczas obu występów w Konkursie Piosenki Eurowizji Majmon zaśpiewała piosenkę w języku hebrajskim, zaś część – w języku angielskim (jako „Time to Say Goodbye”, za stworzenie tekstu którego odpowiadał Ben Green). Jak zapewnił szef krajowej delegacji, EBU umożliwiła artystce zaprezentowanie anglojęzycznego fragmentu z wymogiem zaśpiewania przynajmniej połowy utworu w ojczystym języku.

## Lista utworów
CD single
1. „Ha-Szeket sze-niszar” – 3:00
2. „Time to Say Goodbye” – 3:00

- Teledysk do „Ha-Szeket sze-niszar”